# Minardi M193
A Minardi M193 egy Formula–1-es versenyautó, amivel a Minardi csapat versenyzett az 1993-as Formula–1 világbajnokság során, valamint az 1994-es idény első felében. Pilótái 1993-ban Christian Fittipaldi és Fabrizio Barbazza voltak, valamint az utóbbit váltó Pierluigi Martini és a szezon végén az utolsó futamokon az előbbit helyettesítő Jean-Marc Gounon; 1994-ben pedig Martini mellett Michele Alboreto.

## Áttekintés
Az autót Aldo Costa és Gustav Brunner tervezte, a meghajtásról pedig a Ford HBD V8-as motorok gondoskodtak. A csapat ebben az idényben drasztikusan megváltoztatta a korábbi években rájuk jellemző festését, ugyanis a fekete szín helyett tiszta fehérben pompáztak az autók, minimális fekete és sárga felhasználásával. Barbazza hozta magával a Beta Tools szponzor támogatását.
1993-ban Fittipaldi rögtön egy negyedik hellyel nyitott, de ezen kívül csak egyszer, Barbazza pedig még kétszer szerzett pontot, és csak az idény elején. Fittipaldi a szezon során kétszer is csúnyán összetörte az autót, köztük az olasz nagydíjon egészen elképesztő módon, a leintés pillanatában a célegyenesben hajtott rá csapattársa, Martini autójára hátulról, majd felpattanva lényegében átszaltózott a célvonalon. A szezont hét ponttal konstruktőri nyolcadikként zárták.
A csapat rossz anyagi helyzete miatt egyesült a szintén olasz, csődközeli állapotban tengődő BMS Scuderia Italia csapatával az 1994-es idény előtt. A festés emiatt ismét megváltozott, és a fehér mellett a világoskék és a narancssárga is megjelent. A kismértékben módosított, M193B nevű típus nem teljesített rosszul, mert az öt futamon, amin bevetették, szereztek vele három pontot. Alboreto a tragikus imolai versenyhétvégén egy furcsa baleset részese is lett: a boxutcában lerepült a jobb hátsó kereke, amely a Ferrari illetve a Lotus szerelői közé vágódva két embert komolyan megsebesített.

## Eredmények
(félkövérrel jelölve a pole pozíció; dőlt betűvel a leggyorsabb kör)
| Év   | Csapat                  | Kasztni | Motor    | Gumik | Pilóták              | 1   | 2   | 3   | 4   | 5   | 6   | 7   | 8   | 9   | 10  | 11  | 12  | 13  | 14  | 15  | 16  | Pontok | Helyezés |
| ---- | ----------------------- | ------- | -------- | ----- | -------------------- | --- | --- | --- | --- | --- | --- | --- | --- | --- | --- | --- | --- | --- | --- | --- | --- | ------ | -------- |
| 1993 | Minardi Team            | M193    | Ford HBD | G     |                      | RSA | BRA | EUR | SMR | ESP | MON | CAN | FRA | GBR | GER | HUN | BEL | ITA | POR | JPN | AUS | 7      | 8.       |
| 1993 | Minardi Team            | M193    | Ford HBD | G     | Christian Fittipaldi | 4   | KI  | 7   | KI  | 8   | 5   | 9   | 8   | 12  | 11  | KI  | KI  | 8   | 9   |     |     | 7      | 8.       |
| 1993 | Minardi Team            | M193    | Ford HBD | G     | Fabrizio Barbazza    | KI  | KI  | 6   | 6   | KI  | 11  | KI  | KI  |     |     |     |     |     |     |     |     | 7      | 8.       |
| 1993 | Minardi Team            | M193    | Ford HBD | G     | Pierluigi Martini    |     |     |     |     |     |     |     |     | KI  | 14  | KI  | KI  | 7   | 8   | 10  | KI  | 7      | 8.       |
| 1993 | Minardi Team            | M193    | Ford HBD | G     | Jean-Marc Gounon     |     |     |     |     |     |     |     |     |     |     |     |     |     |     | KI  | KI  | 7      | 8.       |
| 1994 | Minardi Scuderia Italia | M193B   | Ford HBD | G     |                      | BRA | PAC | SMR | MON | ESP | CAN | FRA | GBR | GER | HUN | BEL | ITA | POR | EUR | JPN | AUS | 5*     | 10.      |
| 1994 | Minardi Scuderia Italia | M193B   | Ford HBD | G     | Pierluigi Martini    | 8   | KI  | KI  | KI  | 5   |     |     |     |     |     |     |     |     |     |     |     | 5*     | 10.      |
| 1994 | Minardi Scuderia Italia | M193B   | Ford HBD | G     | Michele Alboreto     | KI  | KI  | KI  | 6   | KI  |     |     |     |     |     |     |     |     |     |     |     | 5*     | 10.      |

* 2 pontot az M194-essel szereztek